# Dacia Logan
El Dacia Logan es un automóvil de turismo del segmento B, diseñado por la firma francesa de automóviles Renault para su filial rumana Dacia. Se fabrica desde el año 2004 con motor delantero transversal y tracción delantera. Se ofrece en versiones sedán de cuatro puertas y familiar de cinco puertas, conocido como "Dacia Logan MCV". Es considerado un automóvil low cost, con un enfoque a mercados emergentes y regiones con infraestructuras en vías en desarrollo, el cual tiene una relación de costo beneficio.[cita requerida]
El Dacia Sandero es un hatchback de cinco puertas con el que comparte componentes mecánicos.
En la actualidad, se ofrecen versiones con motorizaciones diésel (1.5 dCi de 90cv con distribución por correa, con la posibilidad de un cambio automático AMT), gasolina (1.0 SCe de 75cv y 0.9 TCe de 90cv, ambos con distribución por cadena, con la posibilidad de un cambio automático AMT en la versión 0.9 TCe) y bifuel con gasolina/GLP disponible únicamente con motorización 0.9 TCe de 90cv.

## Generaciones

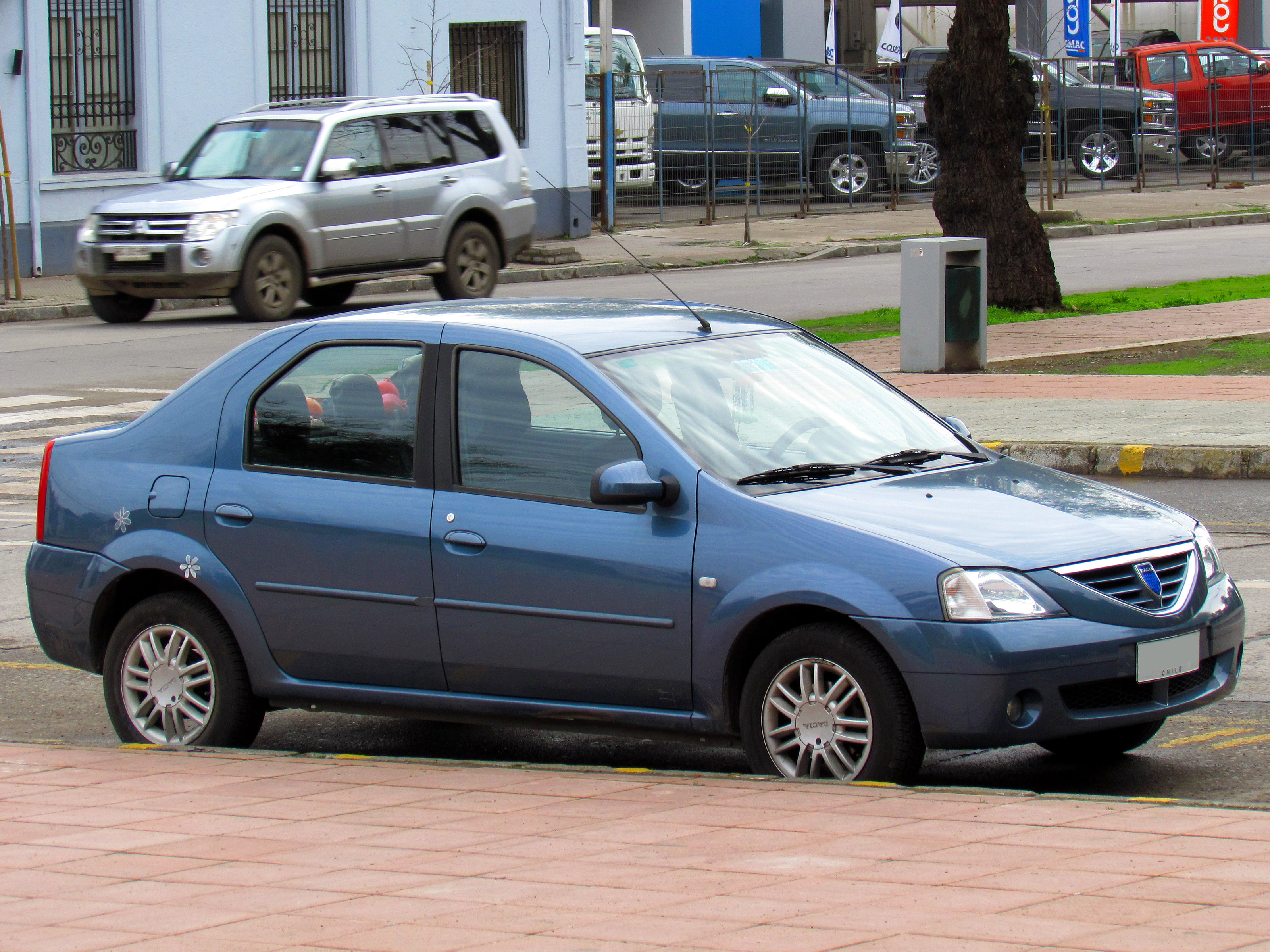
Dacia Logan I 2004-2015
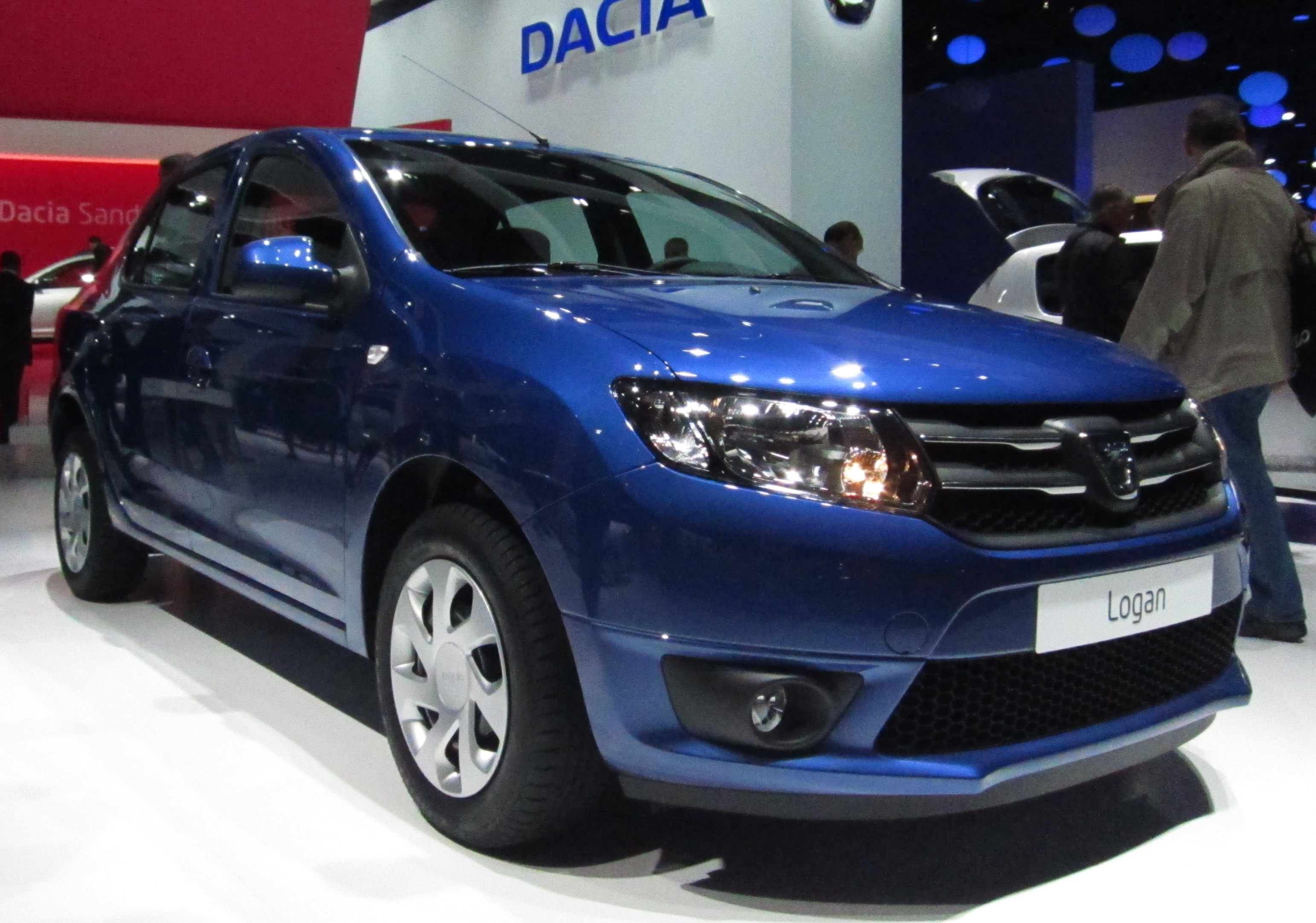
Dacia Logan II 2012-presente

## Primera generación (2004-2015)

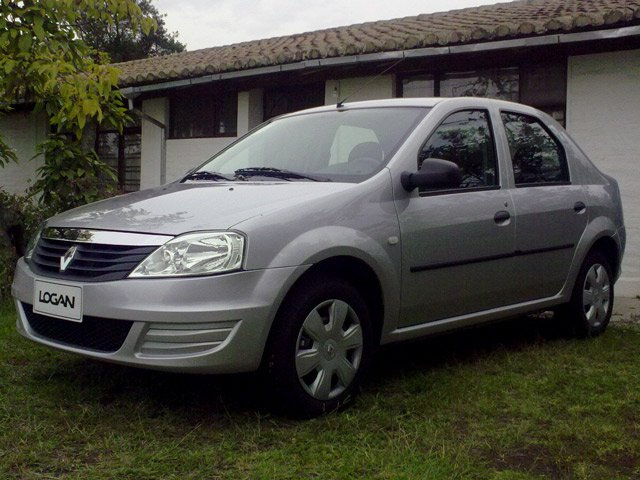
Renault Logan 2011 versión Expression vendido en Ecuador
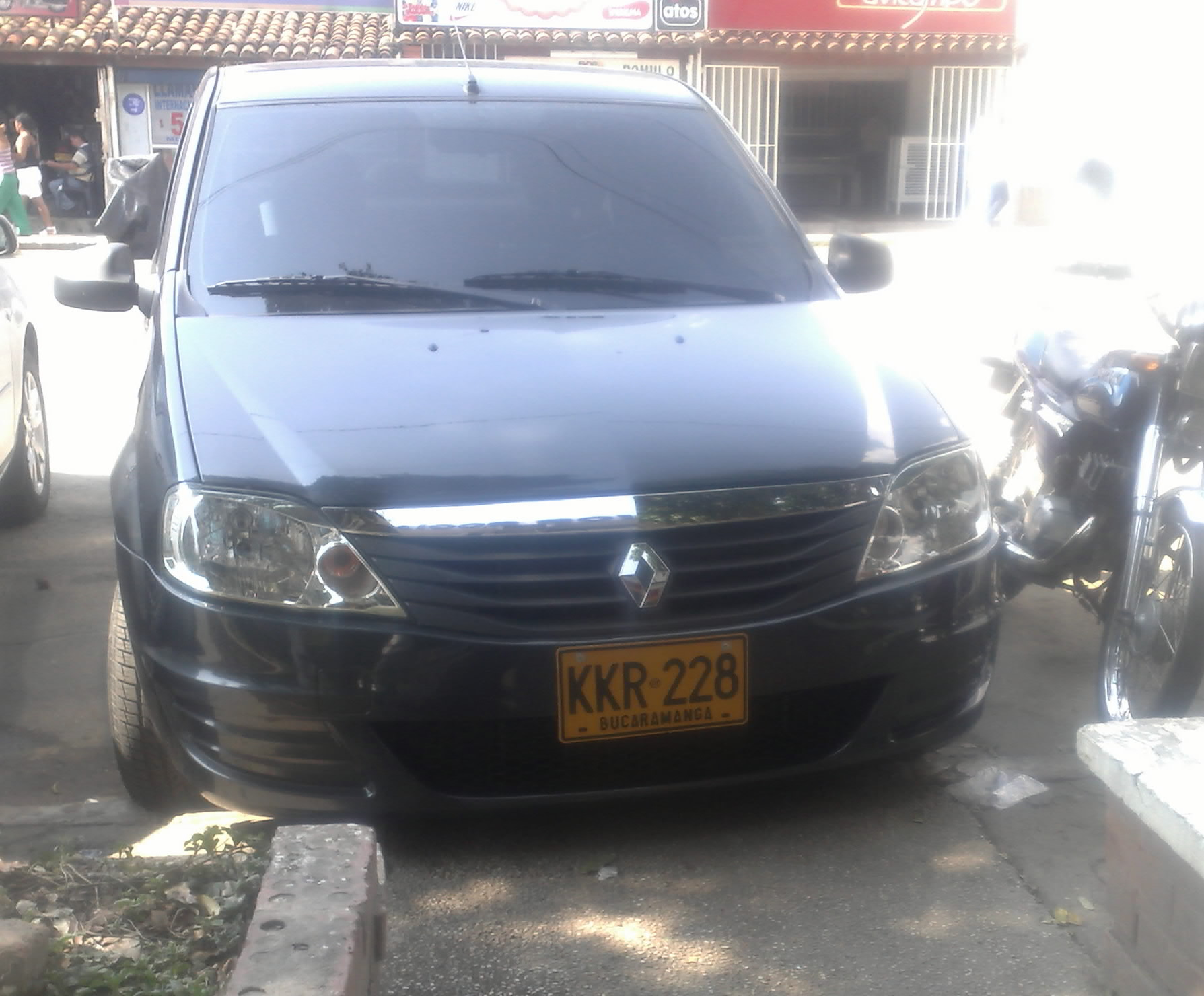
Renault Logan 2011 versión Expression en San Juan de Girón, Colombia
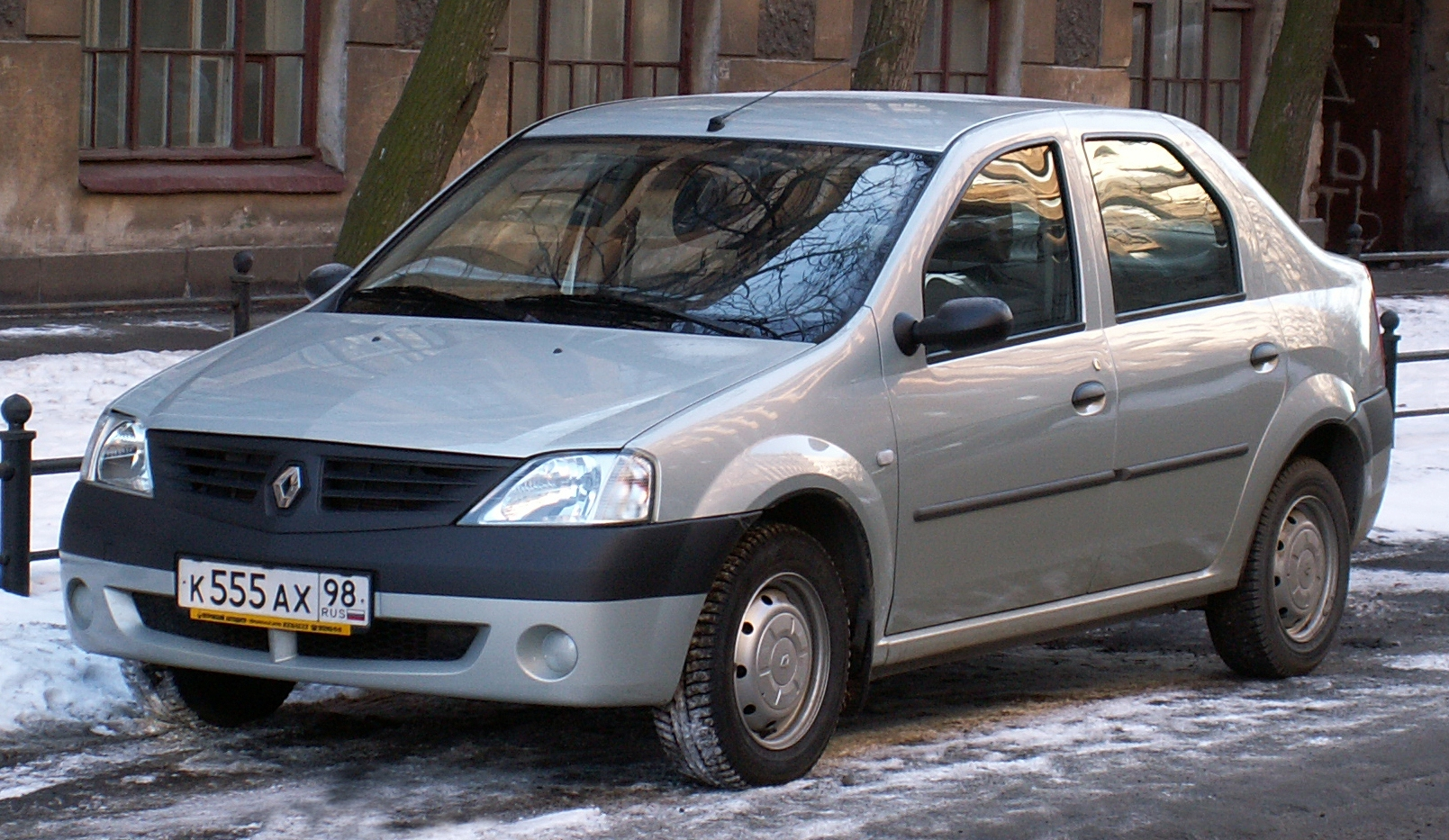
Renault Logan cerca a SPIIRAS San Petesburgo, Rusia en 2011
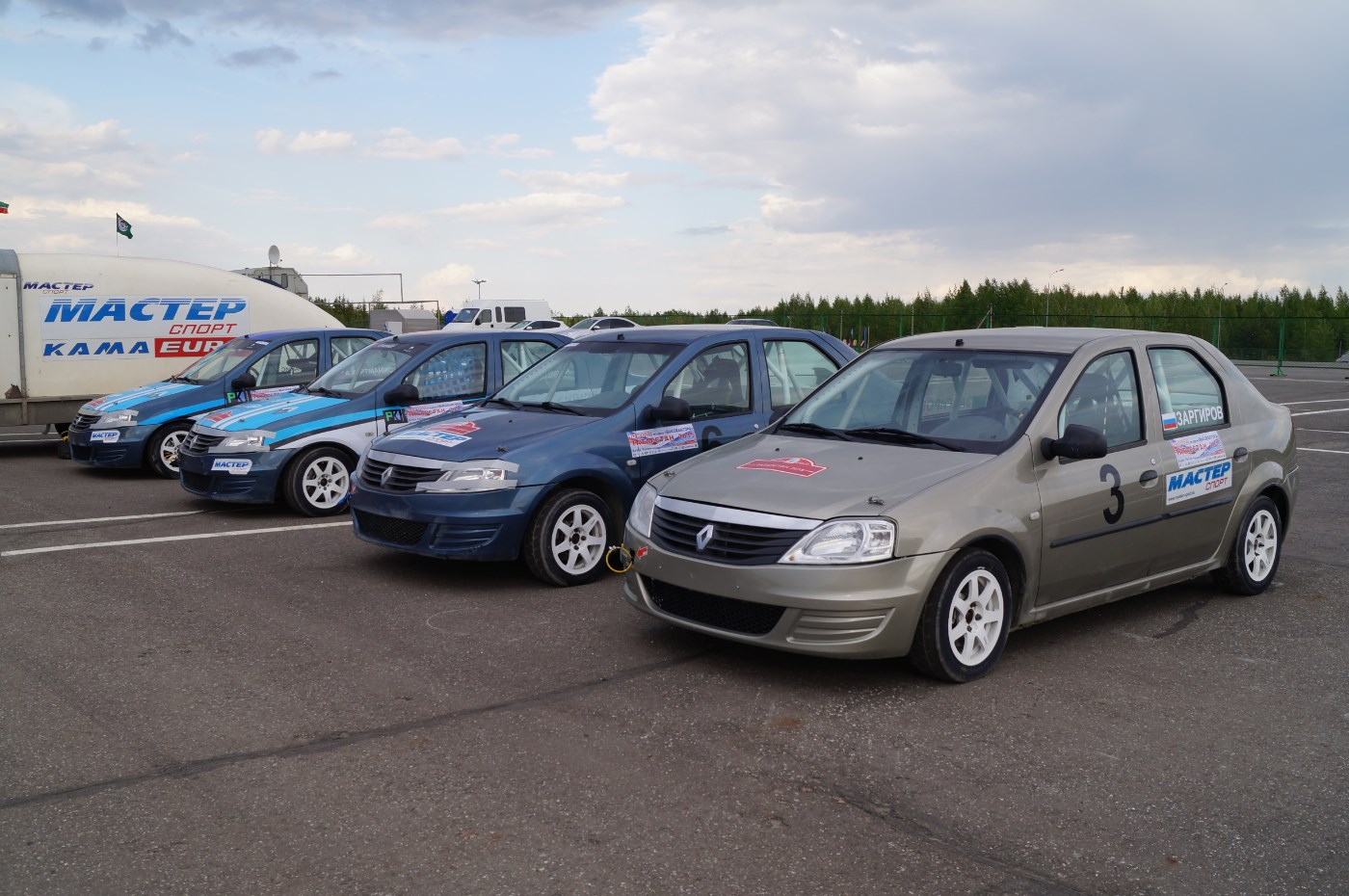
Conjunto de Renault Logan, Rallycross en 2015
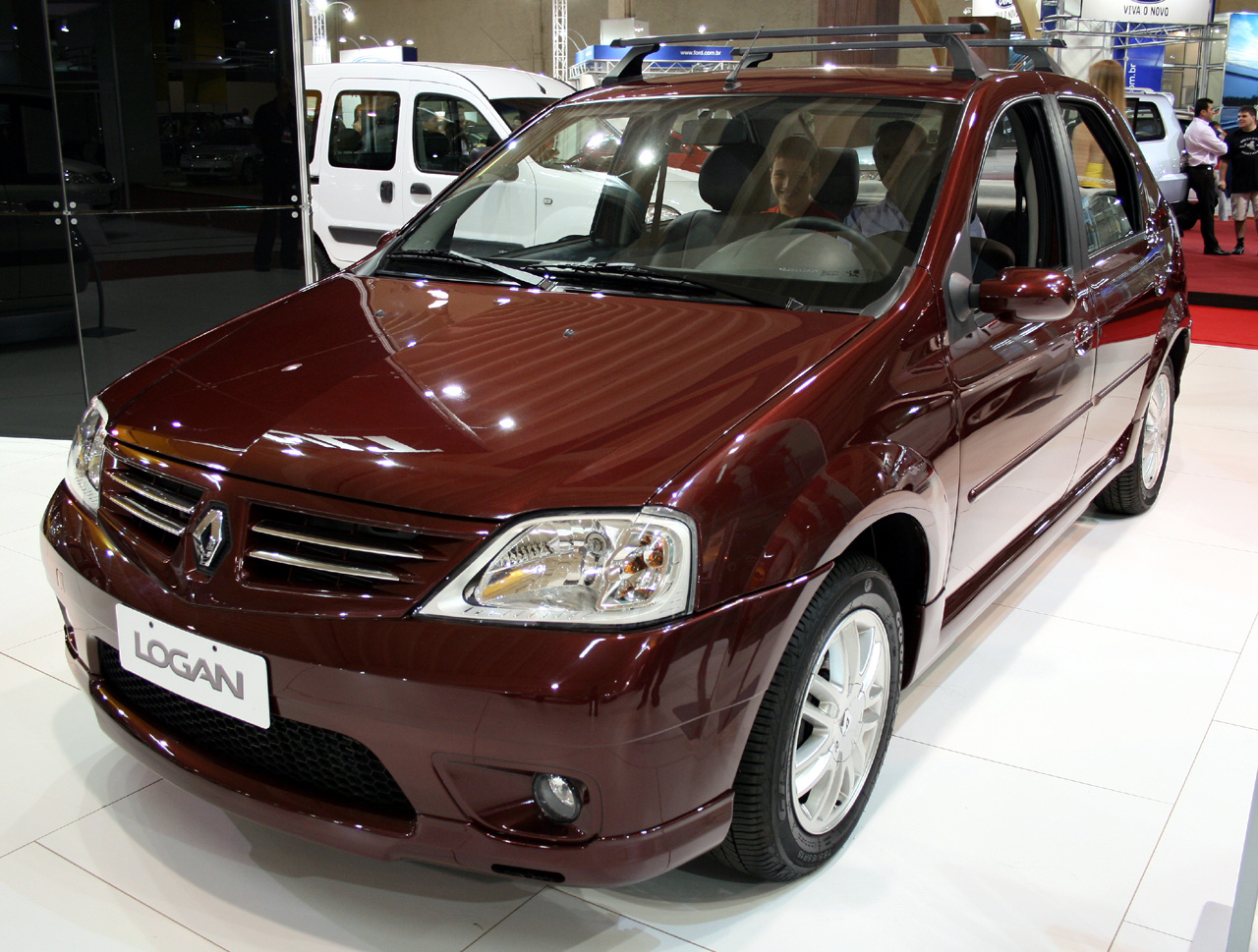
Renault Logan 2008 de segunda generación en Sala del Automóvil en Curitiba, conocido como "Fase 2", fue fabricado en São José dos Pinhais, Brasil.

### Historia
El proyecto XX90 fue desarrollado como un automóvil de bajo coste, el famoso auto de los 5000 euros y pensado para países emergentes, de bajo coste de mantenimiento, gran capacidad y con una mecánica fiable y fácil de reparar. El Logan comenzó a venderse en Europa occidental (España, Francia y Alemania) en junio de 2005. Desde su aparición, el Logan pasó a ensamblarse también en Marruecos, Rusia, Colombia, Brasil, Irán e India con leves cambios y otros detalles modificados en su diseño inicial. Algunos de sus rivales son los coches similares como el Fiat Palio, el Volkswagen Fox, el Chevrolet Prisma, el Chevrolet Aveo, el Hyundai Accent y el Lada Kalina.
La compañía Renault se adelantó muy acertadamente a la competencia globalizadora proveniente de 
India y China especialmente este último país, que desde hace algún tiempo viene inundando los mercados de productos de consumo de bajo precio y que ahora empieza a incursionar en el de los automóviles. La competencia que representa China para la industria automotriz mundial con marcas que ofrecen coches de bajo coste solo se puede contrarrestar con automóviles de bajo coste cuya marca y calidad sean reconocidas por el mercado mundial tal y como es la marca Renault.
El Logan es el resultado del proyecto X90, anunciado por Renault tras la integración de la filial Dacia. Se anunció entonces como el "automóvil de los 5.000 euros" por el objetivo de precio de venta fijado por el fabricante francés. El precio final en su presentación en 2004, debiendo considerar que su fabricación o producción se generó a mediados del año 2003, sin embargo, andaba alrededor de los 6.000 euros en la versión básica y 14 000 en aquellos con las prestaciones más completas.

Este coche fue diseñado para arrancar en las zonas más frías de Rusia, fabricado para aguantar los calores más extremos como los del Golfo Pérsico o para rodar por las carreteras más maltratadas como las de Europa del Este, África del Norte y Sudamérica.
Después de la adquisición de AvtoVAZ por parte de Renault la versión MCV se remodela y se fabrica para el mercado ruso desde el año 2012 como complemento en una planta en las cercanías de Moscú bajo el nombre de Lada Largus, cambiándose el logo de la Dacia por la L estilizada, y produciéndose en dos versiones inicialmente.

### Carrocerías

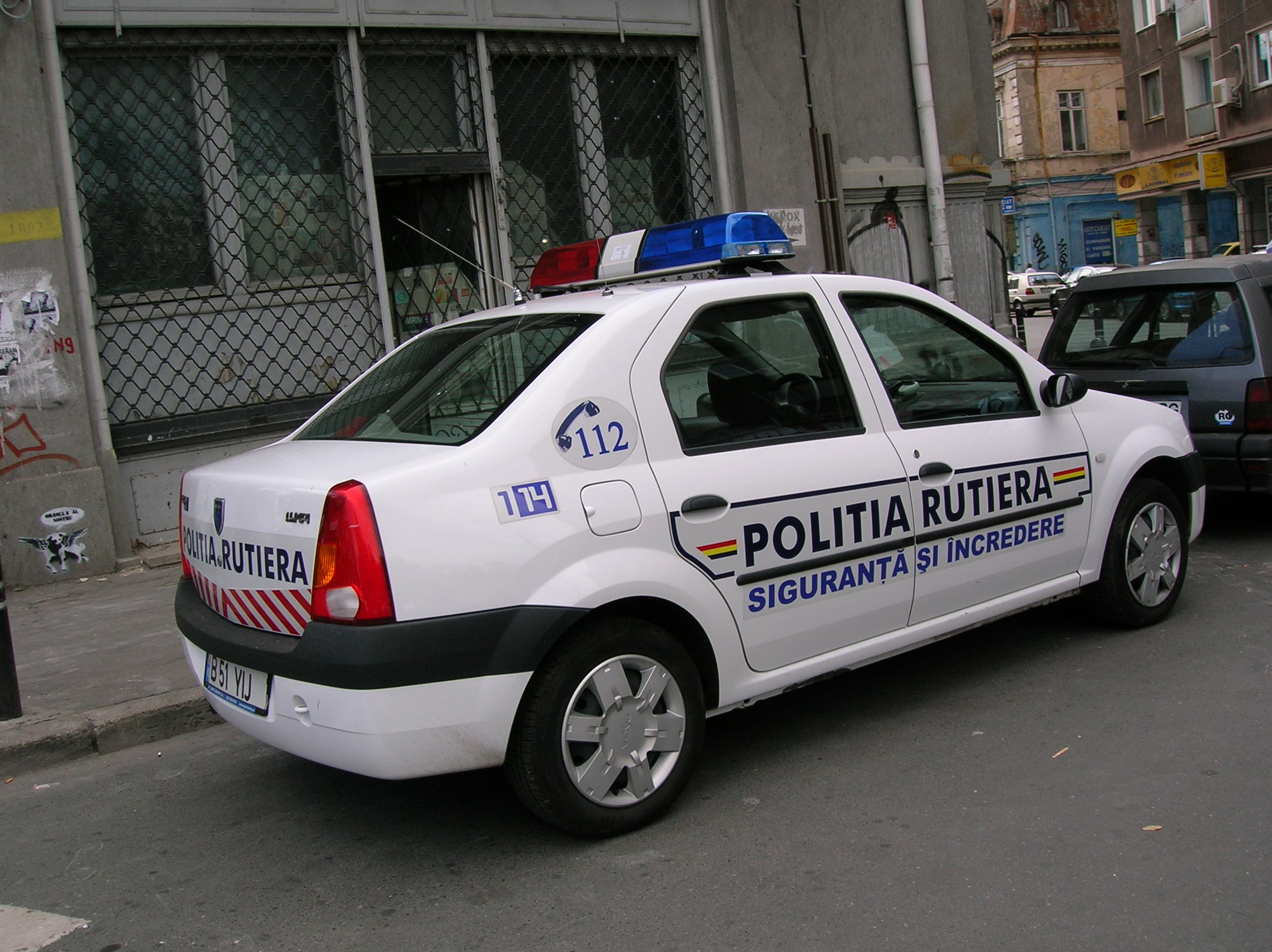
Este auto es usado por la policía en ciertos países como Rumania, en la foto un Dacia Logan de Primera Generación del año 2006.

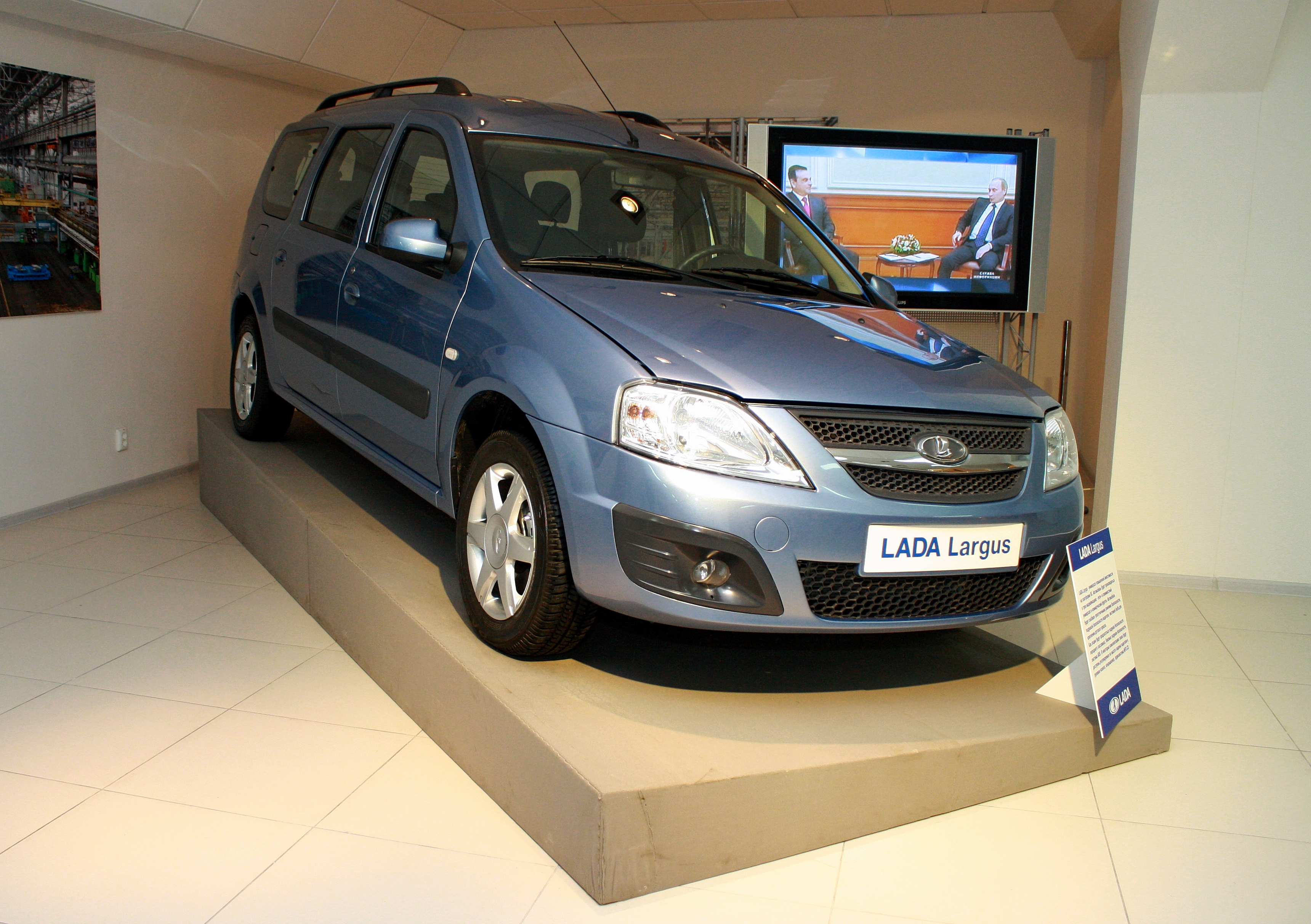
Este auto es la versión rusa del Dacia Logan, hecho localmente como Lada Largus, esta versión es del año 2012.

En el lanzamiento, el Logan se vendía únicamente con carrocería sedán de cuatro puertas ("Logan Sedan"). En el Salón del Automóvil de París de 2006, se presentó una variante familiar de cinco puertas ("Logan MCV" o "Logan Break"), que se ofrece desde octubre de ese año con cinco y siete plazas. En enero de 2007 se añadió una furgoneta de cinco puertas ("Logan Van"), y a principios de 2008 una pickup de dos puertas ("Logan Pickup"). Tanto en la familiar como en la furgoneta, el portón trasero es de doble hoja de apertura horizontal. El sedán tiene una longitud y batalla menores que las otras tres carrocerías.
En 2008 se lanzó el Dacia Sandero, un hatchback de cinco puertas basado en el Logan y con diseño diferenciado; al igual que éste, será comercializado como Renault o Dacia en distintos países.

### Motorizaciones
- 1.2i 16v: 1149 cc y 16 válvulas con 75 Caballos de potencia, su consumo de combustible es 5,8 litros por cada 100 kilómetros
- 1.4 MPI: 1390 cc y 8 válvulas SOHC con 75 Caballos de potencia, su consumo de combustible es: 6.9 litros por cada 100 kilómetros, 76 km por galón datos de Sofasa planta en Envigado Antioquia Colombia[cita requerida]
- 1.6 MPI: 1598 cc y 8 válvulas SOHC con 90 Caballos de potencia, su consumo de combustible es: 7.3 litros por cada 100 kilómetros, 73 km por galón datos de Sofasa planta en Envigado Antioquia, Colombia.[cita requerida]
- 1.6 16v: 1598 cc y 16 válvulas DOHC con 105 Caballos de potencia, su consumo de combustible es: 7.1 litros por cada 100 kilómetros
- 1.5 dCi: 1461 cc y 8 válvulas con 68 Caballos de potencia, su consumo de combustible es: 4.7 litros por cada 100 kilómetros
- 1.5 dCi 85: 1461 cc y 8 válvulas con 86 Caballos de potencia, su consumo de combustible es 4.6 litros por cada 100 kilómetros

- Nota: las actualizaciones a la normativa Euro 5 han hecho variar las potencias de los motores antes mencionados, quedando de la siguiente manera:

- 1.6 MPi - 85 CV
- 1.5 dCi - 75 y 90 CV, respectivamente.

La presión de los neumáticos es 2 bar (29 psi) en los delanteros y 2,2 bares (31,27 psi) en los traseros para neumáticos 185/65R15 y llantas 6J15

### Equipamiento y comodidad interior

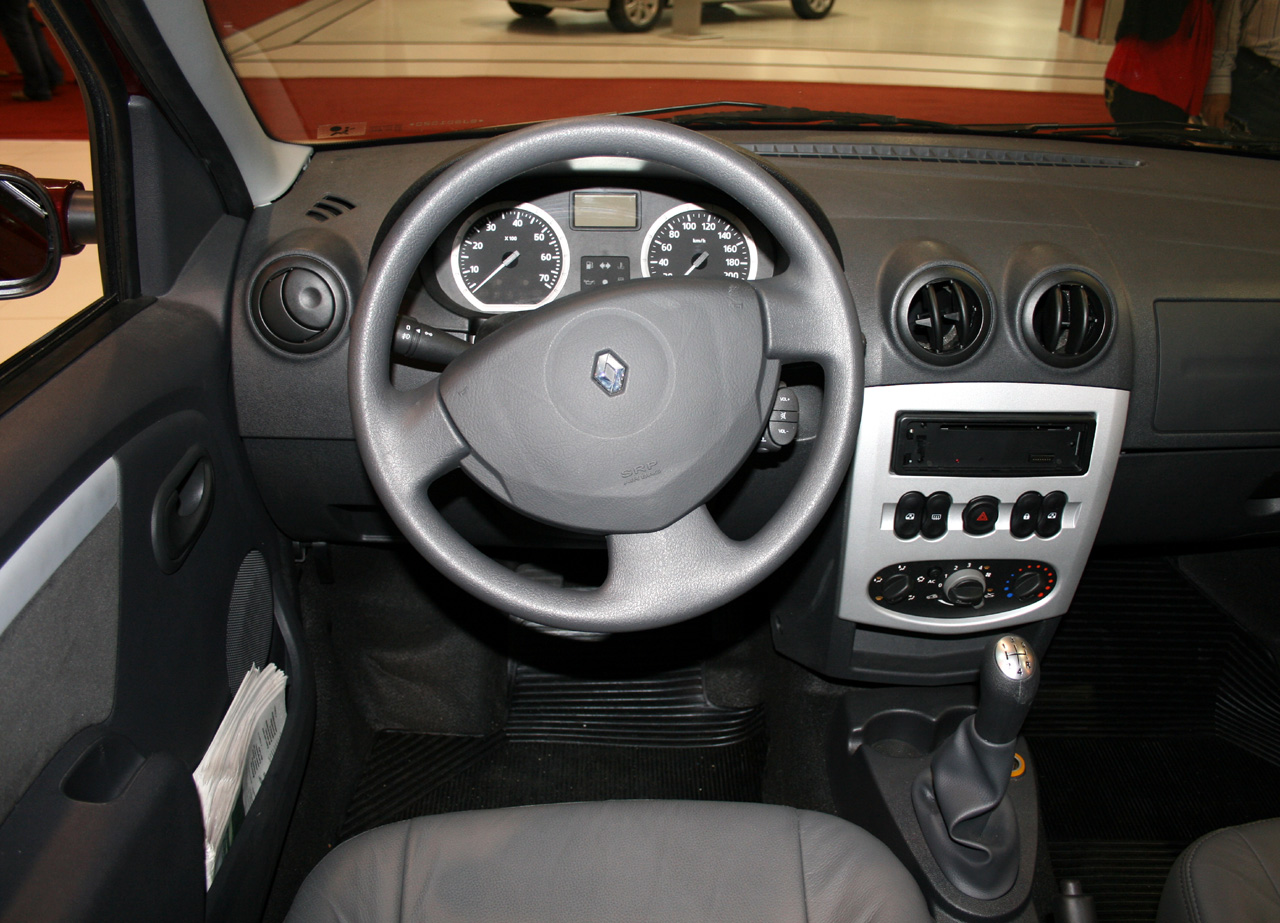
Interior de un Renault Logan de Fase II del año 2008

El Dacia/Renault Logan o Nissan Aprio es un "Automóvil global". Se vende en muchos países y es por ello que posee especificaciones que varían un poco entre sí. Desde México a la India este automóvil asegura cumplir con las exigencias de un mercado creciente. Su gama de opciones varía según el país en que sea comercializado, ya que el equipamiento de este automóvil va de acuerdo al costo del mismo. Este modelo se destaca por su gran amplitud interior y sobre todo en su altura siendo uno de los mejores en su segmento.
- En Argentina y Brasil este coche es vendido bajo el emblema de Renault, las versiones disponibles son similares a las versiones que se venden en España, incluyendo la versión con motor 1.6 de 16 válvulas.

- En Colombia, Venezuela, Ecuador, Paraguay, Perú y Chile este coche se encuentra bajo la marca Renault con una amplia gama, pero menor que la europea. En sus 3 versiones de equipamiento que se detalla a continuación:

- Access o Familier (Básica): Es de acabado sencillo pero cuenta con dirección asistida-hidráulica, aire acondicionado opcional, radio CD + MP3, elevalunas y retrovisores manuales.
- Expression (Semifull): Cuentan con llantas de acero y tapacubos, airbag para el conductor, dirección asistida-hidráulica, elevalunas eléctricos delanteros, radio CD + MP3, cierre centralizado y aire acondicionado opcional.
- Dynamique (Full): Lleva llantas de aleación de Aluminio, posee frenos con ABS con repartidor de frenada, airbag conductor-pasajero, retrovisores exteriores eléctricos, ordenador de a bordo ADAC, elevalunas eléctricos para las 4 puertas, asiento del conductor regulable en altura y lumbar, dirección asistida-hidráulica, acabado exterior de lujo, aire acondicionado incorporado.

- En países como España, Italia, Francia, Rumania y otros países de Europa, este coche se encuentra bajo la marca Dacia, allí cuenta con una gran gama a elección del comprador, incluyendo versiones de lujo con motor 1.6 de 16 válvulas. Es posible, configurarlo con motor de gasolina o diésel, además de gasolina/GLP.

- En los países del norte de África (fabricado en Marruecos), el coche se vende bajo la marca Dacia.

- En México este modelo se vende bajo la marca japonesa Nissan. En el mercado mexicano se lo llama Aprio el cual se vende desde el año 2008 al 2010. Las versiones para este país son muy especiales, ya que incluye versiones que equipan transmisión automática y motor K4M de origen Renault 1.6 de 16 válvulas y 110 Hp, el mismo que equipa el Nissan Platina así como adaptaciones especiales a la suspensión y carrocería ligeramente aumentada para obtener un chasis más robusto y resistente, a pesar de todo, el coche ha mantenido un buen nivel de ventas, inclusive algunas empresas intermediarias y concesionarias han aprovechado la chatarrización ofreciendo este vehículo como una buena alternativa para los que van a reemplazar sus obsoletos taxis, Desafortunadamente, en septiembre del 2010 se detuvo su importación debido a las tasas de cambio entre el real brasileño y el peso mexicano hacen inviable su rentabilidad a corto plazo, de momento no se comercializa hasta que esas tasas bajen a algún dato que asegure su viabilidad. En el caso de que no baje, el modelo será introducido por Dacia y no por sus filiales. Para finales de 2014 se decidió reintroducir el modelo con el rediseño pensado para Latinoamérica fabricado en Colombia. A partir de este momento se conocería con su nombre original en dicha región "Renault Logan" el cual se vende en 2 versiones (Básica y Equipada), de momento solo con transmisión manual dejando abierta la posibilidad de traer a este mercado la transmisión automática. A partir del segundo semestre de 2015 el Logan comenzó a ofrecer la opción de la transmisión automática.

## Segunda generación (2012-2019)

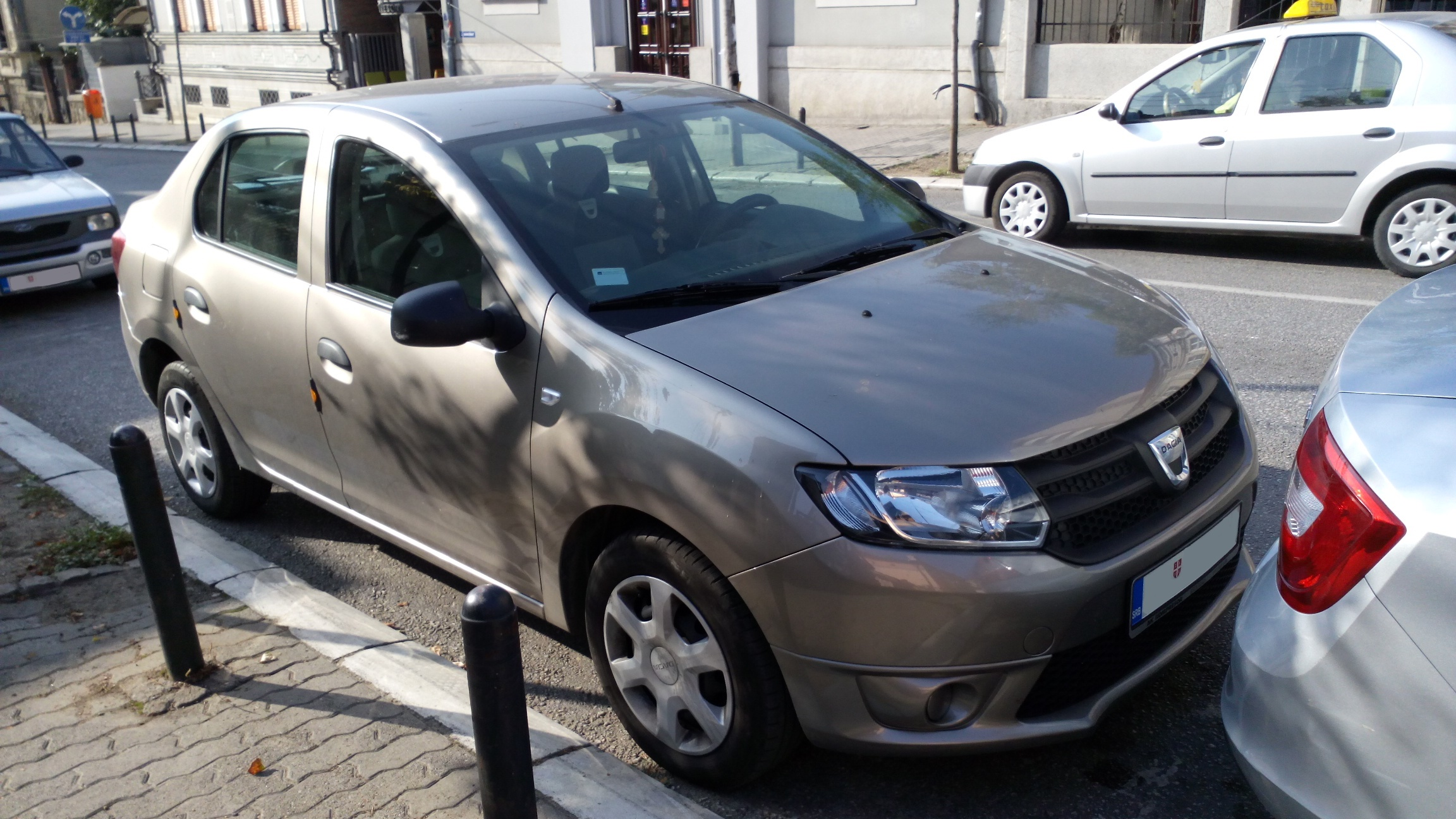
Dacia Logan de segunda generación
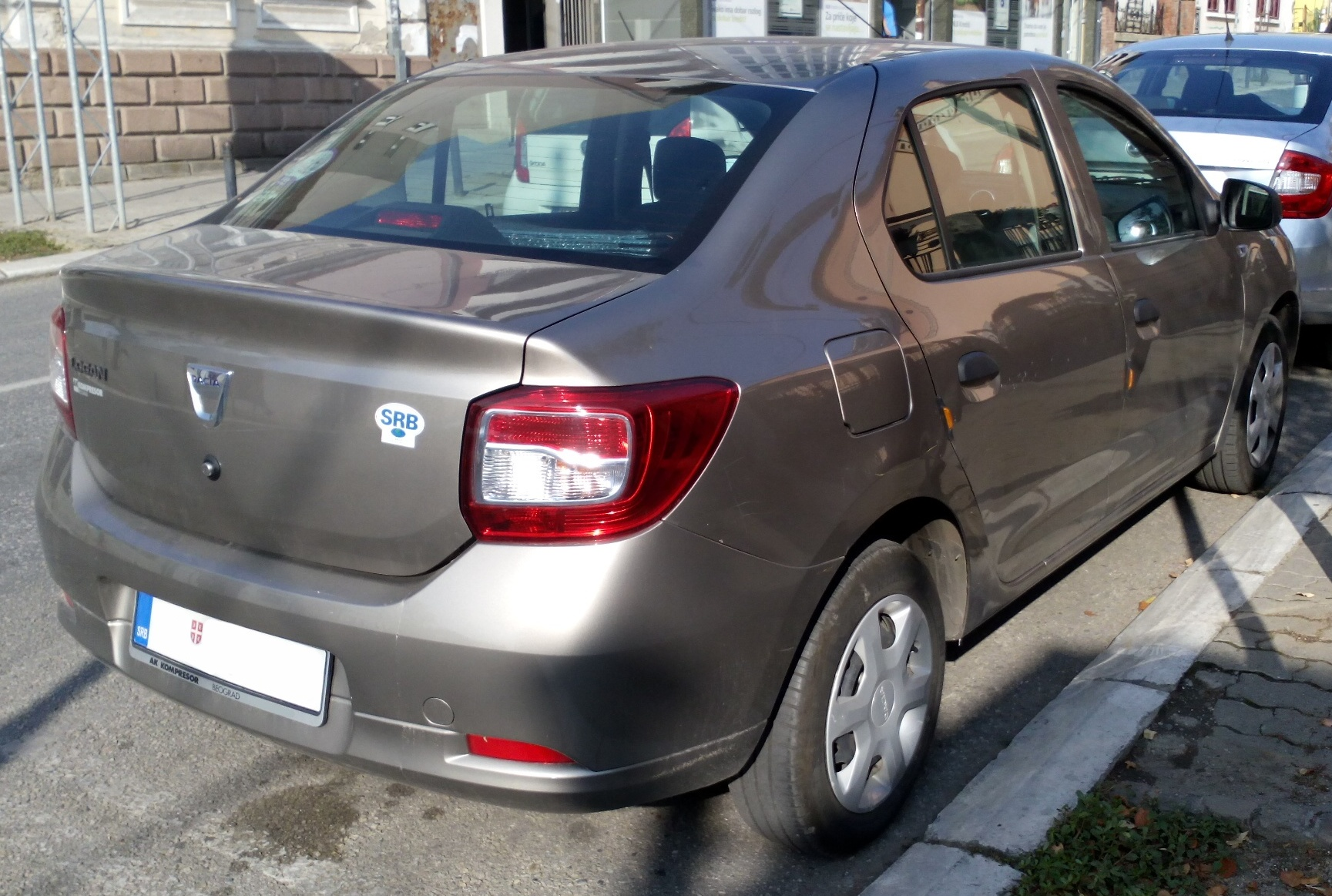
Dacia Logan de segunda generación
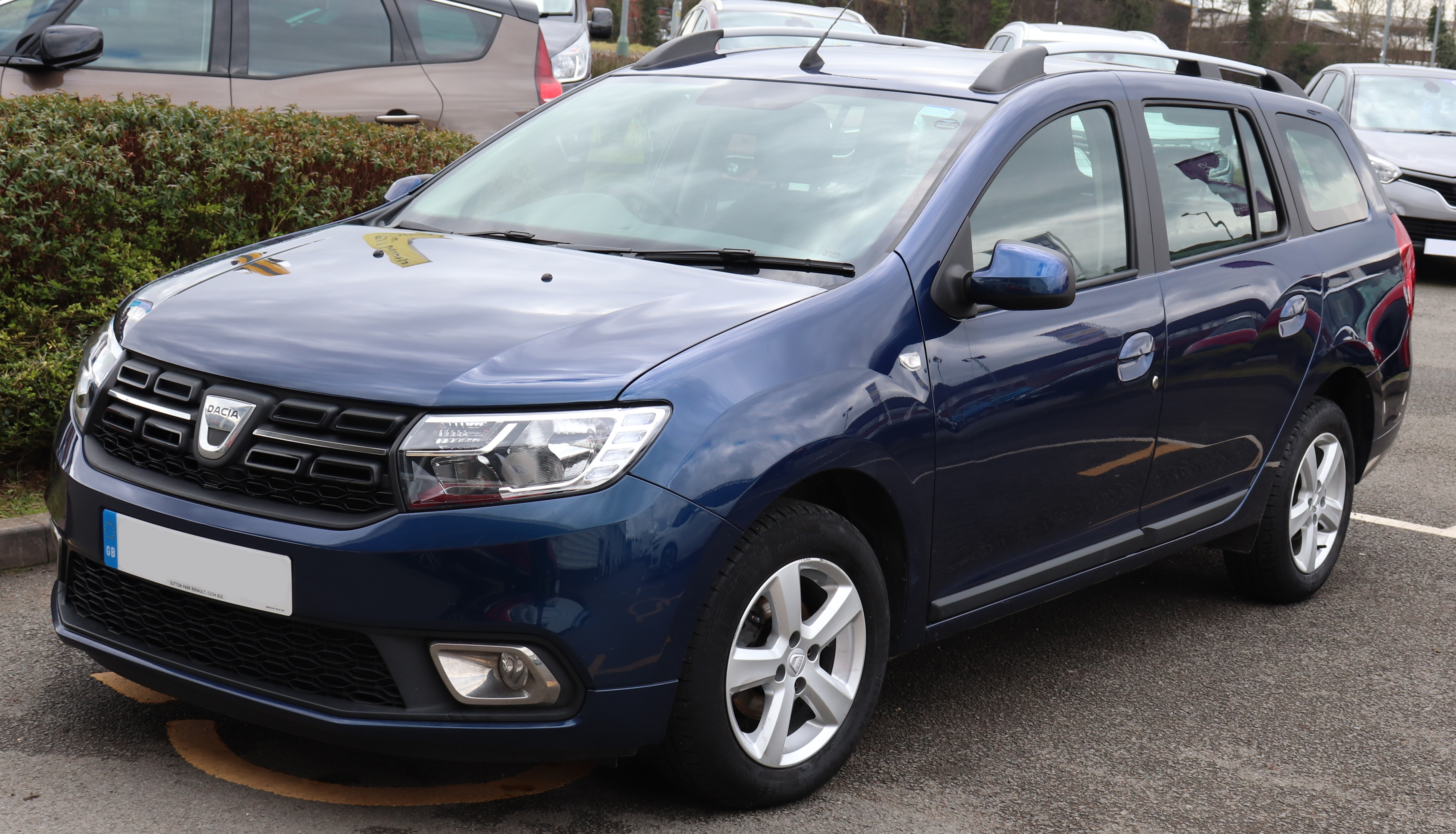
Dacia Logan MCV de segunda generación
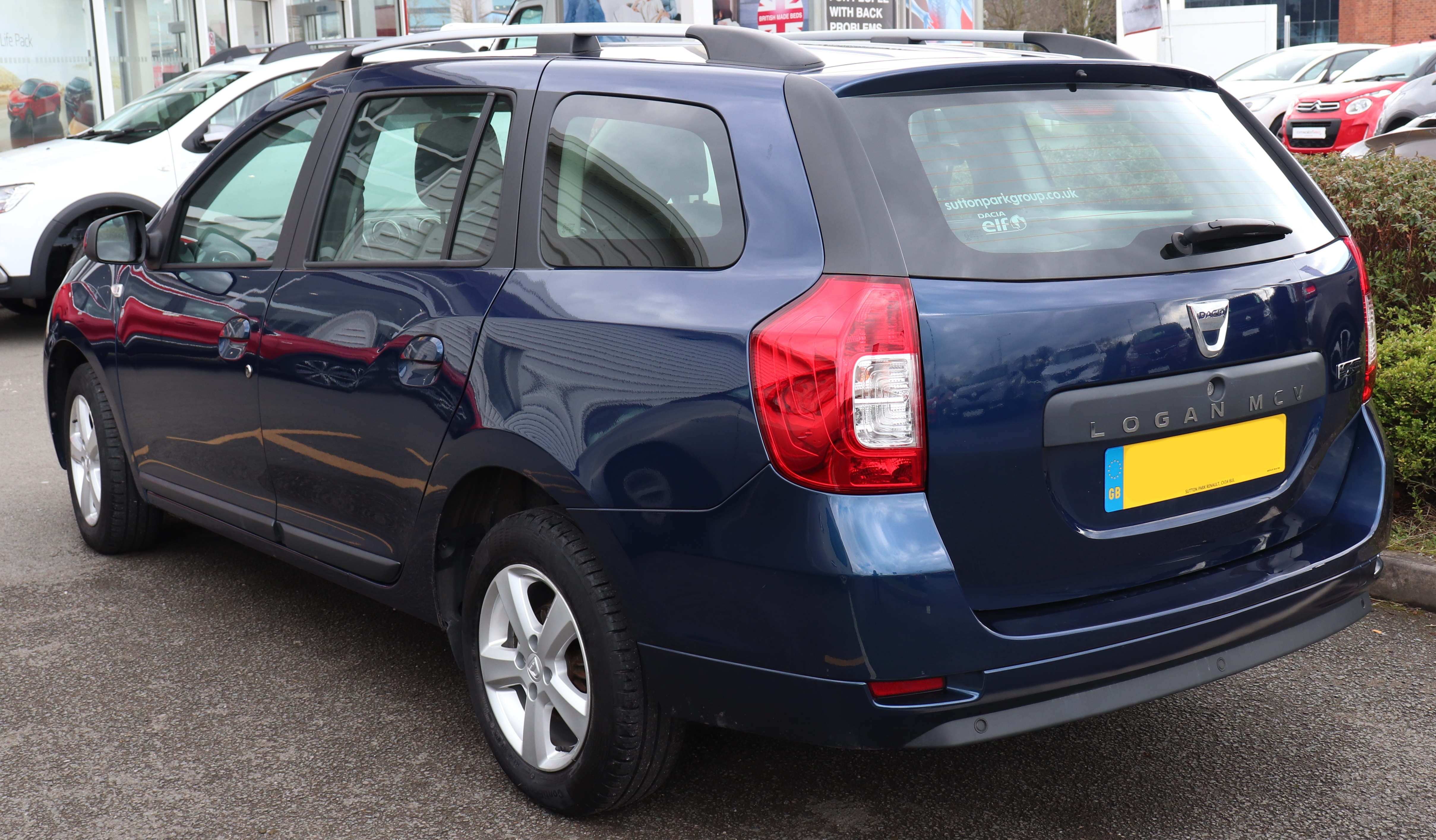
Dacia Logan MCV de segunda generación

La segunda generación de Logan fue revelada por Dacia en el Salón del Automóvil de París de 2012. A diferencia de la primera generación, el Logan de segunda generación comparte el mismo diseño frontal con el Sandero II de segunda generación.

### África
Las ventas en Rumania se iniciaron en noviembre de 2012, con un precio inicial de € 6690. Se fabrica en Mioveni, Rumanía y, en Casablanca, Marruecos, en la fábrica de la Sociedad Marroquí de Construcción de Automóviles, para el mercado de África del Norte. No habrá versión furgoneta ya que fue reemplazada por la Dokker al igual que la versión 7 plazas por el Lodgy

### América
La versión sedán también se puso en marcha en América del Sur, como la segunda generación de Renault Logan, en diciembre de 2013, después de haber sido revelado en el Buenos Aires Motor Show en junio de 2013. Se fabrica en la fábrica Renault Brasil en São José dos Pinhais (cerca de Curitiba). Solo se encuentra disponible en Brasil, Argentina. 
En Colombia se lanzó en agosto de 2014, trayendo nuevas versiones con 2 motores de 4 cilindro con 8 y 16 válvulas, en octubre, es lanzada la versión con caja automática y de la misma manera llegaría a Ecuador, Perú y Venezuela ya que los tres países dependen de la ensambladora colombiana Sofasa. Para 2014, el Logan regresa a México después de 4 años de ausencia, sin embargo no regresa como Nissan Aprio sino como Renault Logan importado de Brasil, hasta agosto de 2015, cuando el Logan se comienza a fabricar en Colombia y siendo exportado en un 40% la producción total a México. 
En Argentina, desde finales de 2013, es vendida esta segunda generación importada de Brasil; sin embargo, en 2017 comenzó a ser fabricada para la demanda local, junto con los Renault Sandero y Sandero Stepway.
En Chile, se le conoce como Renault Symbol para esta generación traída desde Rumania.[cita requerida]

### Asia
En marzo de 2014 fue lanzado en Rusia (donde se comercializa como Renault Logan). El modelo se fabrica en las instalaciones de la Lada en la ciudad automóvilística rusa de Togliatti, en el Óblast de Samara.
También en 2014, el modelo se puso en marcha en Egipto (como el Renault Logan), junto con la segunda generación del Sandero y Stepway.
La tercera generación del Renault Symbol es una versión remarcada de la segunda generación de Logan. Se reveló en el 2012 Salón del Automóvil de Estambul, y se fabrica en Bursa, Turquía. Salió a la venta en el mercado turco a principios de 2013, también está siendo lanzado en Argelia y Túnez.

### Europa
Desde su lanzamiento en 2012 bajo la propia marca Dacia, está disponible en todos los países donde se vende dicha marca.

### Seguridad

#### Latin NCAP
El Logan en su configuración latinoamericana más básica con 2 airbags y sin ESC recibió 1 estrella para ocupantes adultos y 3 para niños de Latin NCAP en 2018 (protocolo obsoleto, un nivel sobre 2010-2015).
El Logan en su configuración latinoamericana más básica con 4 airbags y sin ESC recibió 1 estrella para ocupantes adultos y 4 para niños de Latin NCAP en 2019 (protocolo obsoleto).
El Logan actualizado en su configuración latinoamericana más básica con 4 airbags recibió 3 estrellas para ocupantes adultos y 4 para niños de Latin NCAP en 2019 (protocolo obsoleto).
El Logan actualizado en su configuración latinoamericana más básica con 4 airbags recibió 0 estrellas de Latin NCAP en 2024 (similar a Euro NCAP 2014).

## Características
Entre las nuevas características introducidas con el nuevo modelo es una nueva de tres cilindros turbo de 0.9 litros, capaz de desarrollar 90 caballos de vapor (66 kW) y 135 N · m (100 libras · pie). Las otras dos opciones de motor son un motor de gasolina de 1,2 litros, disponible también como una variante de combustible GLP, y un motor diésel de 1,5 litros, disponible con dos salidas de potencia. Sus cifras de rendimiento son predominantemente similares a los de la segunda generación del Sandero.
Otra adición es el sistema Media Nav, ya introducido anteriormente en el mismo año en el Lodgy, que consta de un computador de a bordo manipulable mediante el toque en una pantalla táctil de 7 pulgadas, y cuenta además con funciones multimedia y un software de navegación. Otras novedades características son limitador de velocidad, control de crucero, sensores de aparcamiento traseros, y bolsas de aire frontales y laterales, así como frenos autoblocantes y control de estabilidad de serie. El interior se ha revisado significativamente, con nuevos elementos cromados añadidos y donde la campana trasera se apoya sobre un puntal reforzado. Un nuevo botón para conducción en modo Eco ha sido puesto en el torpedo, el cual ayuda a limitar el régimen de revoluciones del motor a 4.000 rpm. 

## Variantes
El nuevo Logan está disponible en tres niveles de acabado: Access, Ambiance y Laureate. El nivel Access viene con parachoques negros y dirección asistida, y sólo está disponible con el motor de 1.2 litros. Ambiance tiene paragolpes color de la carrocería, cubiertas de rueda, función de modo Eco, cerrar puertas, elevalunas eléctricos delanteros o reproductor de CD, y como opciones hay pintura metalizada, faros antiniebla y aire acondicionado. Laureate añade tiradores de las puertas en color carrocería, faros antiniebla como equipo estándar y viaje, y, además, se puede pedir con pintura metalizada, sistema Media Nav, tapicería de cuero, sensores de aparcamiento, control de crucero o llantas de aleación. Este es el único nivel de equipamiento disponible para la versión de 90 caballos de vapor (66 kW) del motor diésel de 1,5 litros.
En junio de 2014, una edición limitada se puso a disposición con el fin de celebrar los 10 años desde el lanzamiento del modelo. Se producirán únicamente 2000 unidades de esta versión, que cuenta con nuevos equipos -como el climatizador automático, faros antiniebla, luces dobles, repetidores, rines de 16 pulgadas y espejos montados- junto con varios elementos de diseño especiales.

## Tercera generación (2023-presente)

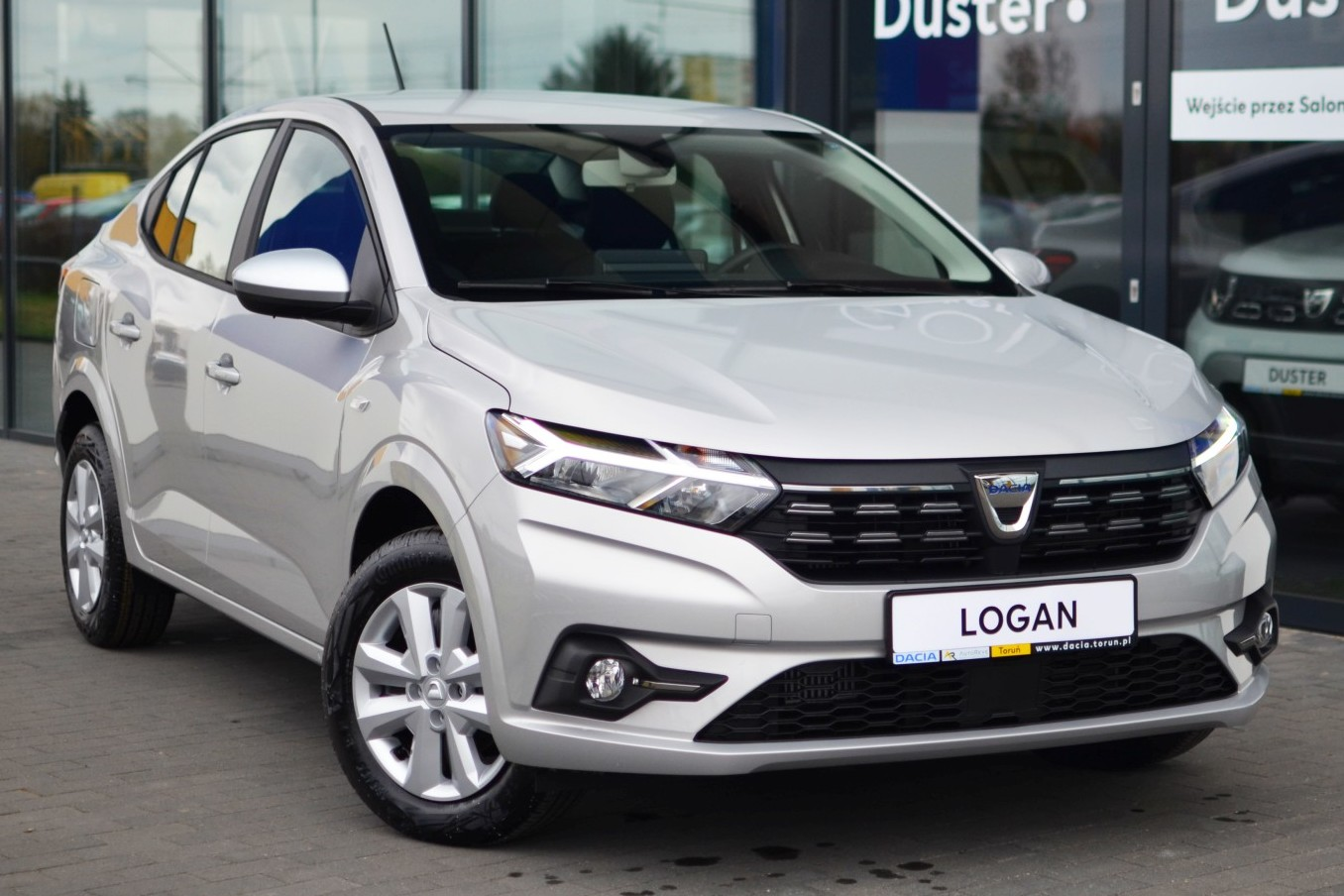
Dacia Logan III

Solo disponible en España, la tercera generación del Dacia Logan estaría teniendo un bonito diseño a la par de su anterior generación.